# Synodus evermanni
Anoli tacheté
Espèce
Statut de conservation UICN

 LC  : Préoccupation mineure
 24 mai 2007 
Synodus evermanni, l’Anoli tacheté, est une espèce de poissons de la famille des Synodontidae.

## Systématique
L'espèce Synodus evermanni a été décrite pour la première fois en 1890 par David Starr Jordan (1851-1931) et Charles Harvey Bollman (en) (1838-1889),.

## Distribution
Cette espèce se croise dans l'océan Pacifique, en particulier le long de la côte ouest de l'Amérique centrale.

## Description
Synodus evermanni peut mesurer jusqu'à 47,2 cm pour un poids de 538,93 g, mais dont la taille moyenne se situe plutôt aux alentours des 20 cm.
Cette espèce se trouve principalement près des côtes, à des profondeurs variant généralement de 20 à 50 m, bien qu'elle puisse être trouvée de 10 m jusqu'à 300 m.

## Étymologie
Son épithète spécifique, evermanni lui a été donnée en hommage à l'ichtyologiste Barton Warren Evermann.

## Comportement

### Parasites
Les spécimens adultes sont victimes d'endoparasites comme Neoheterobothrium mcdonaldi.

## Publication originale
- (en) David Starr Jordan et Charles Harvey Bollman, « Scientific results of explorations by the U. S. Fish Commission steamer Albatross No. IV.—Descriptions of new species of fishes collected at the Galapagos Islands and along the coast of the United States of Colombia, 1887-'88 », Proceedings of the United States National Museum, Washington, vol. 12, no 770,‎ 1890, p. 149–183 (ISSN 0096-3801 et 2377-6560, OCLC 1259735, DOI 10.5479/SI.00963801.12-770.149).